# L'Enfant du futur
Pour les articles homonymes, voir Progeny.
Pour plus de détails, voir Fiche technique et Distribution.
L'Enfant du futur (Progeny) est un film de science-fiction américain de 1998 réalisé par Brian Yuzna et produit par Stuart Gordon, dont l'intrigue est tournée autour d'enlèvements par des extra-terrestres.

## Synopsis
Pour tenter d'expliquer un cauchemar qu'il croit vrai, un médecin californien demande l'aide d'un psychologue. Au cours de la séance, il raconte une expérience bizarre au cours de laquelle sa femme a été enlevée par des extraterrestres. Naturellement, le psychologue n'y croit pas. Au même moment, la femme du médecin découvre qu'elle est enceinte après de longues tentatives. Mais la grossesse ne se déroule pas normalement. Sous hypnose, la femme a des souvenirs d'avoir été violée par un extraterrestre. Après quelques incidents insondables, et avec l'aide d'un expert en enlèvement extraterrestre, le médecin devient convaincu que sa femme porte un monstre dans son ventre et que le bébé doit être avorté. Malheureusement, les extraterrestres entravent ses efforts et le conduisent à une tragédie.

## Fiche technique
- Titre : L'Enfant du futur
- Titre original : Progeny
- Réalisation : Brian Yuzna
- Scénario : Stuart Gordon et Aubrey Solomon
- Musique : Steve Morrell
- Photographie : James Hawkinson
- Montage : Harry B. Miller III et Christopher Roth
- Effets spéciaux : Anthony C. Ferrante
- Extraterrestres et bébés marionnettes exotiques : Screaming Mad George
- Direction artistique : Jeannie M. Lomma
- Décors : Cindy E. Downes
- Costume : Warden Neil
- Production : Jack F. Murphy ; Aubrey Solomon (associé) ; Stuart Gordon (délégué)
- Société de production : Progeny Films
- Pays d'origine : États-unis
- Langue de tournage : anglais
- Format : Couleurs : 35mm : 1,85:1 - Son stéréophonique - 35 mm
- Genre : Thriller, horreur et science-fiction
- Durée : 98 minutes
- Dates de sortie : 
  -  France : 14 mai 1998 (Festival de Cannes)
  -  États-Unis : 30 mars 1999

## Distribution
- Arnold Vosloo : Dr Craig Burton
- Jillian McWhirter : Sherry Burton
- Brad Dourif : Dr Bert Clavell
- Lindsay Crouse : Dr Susan Lamarche
- Wilford Brimley : Dr David Wetherly
- Willard E. Pugh : Eric Davidson
- David Wells : Dr Duke Kelly
- Jan Hoag : Ida, l'infirmière
- Don Calfa : Jimmy Stevens
- Timilee Romolini : Devon Thompson
- Nora Paradiso : Karen Boglia
- Patty Toy : Jane, l'infirmière
- Susan Ripaldi : Della, l'infirmière
- Pancho Demmings : Officier McGuire
- Lisa Crosato : Bev
- Sean Nepita : Officier Murphy
- Johanna Faur: Mme. Perez